# Список эпизодов телесериала «Пациенты»
«Пациенты» (англ. «In Treatment») — американский драматический телесериал канала HBO, разработанный Родриго Гарсия на основе израильского сериала «BeTipul» (בטיפול), созданного Хагай Леви. Оригинальный сериал состоит из 106 серий, разделённых на три сезона, которые транслировались с 2008 по 2010 год. В первых трех сезонах Габриэль Бирн сыграл психотерапевта Пола Вестона, лечащего различных пациентов.
В октябре 2020 года HBO подтвердил, что сериал вернется с четвертым сезоном, в котором Узо Адуба сыграет главную роль Премьера сезона из 24 эпизодов состоялась 23 мая 2021 года.

## Обзор сериала
| Сезон | Серии | Серии | Даты показа      | Даты показа     |
| Сезон | Серии | Серии | Первая серия     | Последняя серия |
| ----- | ----- | ----- | ---------------- | --------------- |
| 1     | 43    | 43    | январь 28, 2008  | март 28, 2008   |
| 2     | 35    | 35    | апрель 5, 2009   | май 5, 2009     |
| 3     | 28    | 28    | октябрь 25, 2010 | декабрь 7, 2010 |
| 4     | 24    | 24    | май 23, 2021     | июнь 28, 2021   |

## Серии

### Сезон 1 (2008)
Первый сезон рассказывает о докторе Поле Вестоне и его еженедельных сеансах с пациентами. Каждая серия посвящена одному конкретному пациенту.
| Путеводитель по сериям 1 сезона | Путеводитель по сериям 1 сезона | Путеводитель по сериям 1 сезона | Путеводитель по сериям 1 сезона | Путеводитель по сериям 1 сезона | Путеводитель по сериям 1 сезона |
|                                 | Понедельник                     | Вторник                         | Среда                           | Четверг                         | Пятница                         |
| Лаура                           | Алекс                           | Софи                            | Джейк и Эми                     | Пол и Джина                     |                                 |
| ------------------------------- | ------------------------------- | ------------------------------- | ------------------------------- | ------------------------------- | ------------------------------- |
| Неделя 1                        | 1                               | 2                               | 3                               | 4                               | 5                               |
| Неделя 2                        | 6                               | 7                               | 8                               | 9                               | 10                              |
| Неделя 3                        | 11                              | 12                              | 13                              | 14                              | 15                              |
| Неделя 4                        | 16                              | 17                              | 18                              | 19                              | 20                              |
| Неделя 5                        | 21                              | 22                              | 23                              | 24                              | 25                              |
| Неделя 6                        | 26                              | 27                              | 28                              | 29                              | 30                              |
| Неделя 7                        | 31                              | 32                              | 33                              | 34                              | 35                              |
| Неделя 8                        | 36                              | 37                              | 38                              | 39                              | 40                              |
| Неделя 9                        | -                               | -                               | 41                              | 42                              | 43                              |

| Номер серии в сериале | Номер серии в сезоне | Название                 | Режиссёр                               | Сценарист                                                          | Дата выхода     |
| --- | -------------------- | ------------------------ | -------------------------------------- | ------------------------------------------------------------------ | --------------- |
| Неделя 1 — Начало контакта (Установление отношений) Пациенты приходят с острой болью, сомнениями и тревогами. Они пробуют выразить свои эмоции, но еще сопротивляются. Пол постепенно налаживает с ними связь. |                      |                          |                                        |                                                                    |                 |
| 1 | 1                    | «Лаура — Неделя 1»       | Родриго Гарсия                         | Сюжет: Яэль Хедая Сценарий: Родриго Гарсия                         | 28 января 2008  |
| Лаура, привлекательная молодая анестезиолог, шокирует Пола, признанием в любви к нему. Пациентка, Лаура, привлекательная молодая анестезиолог, заявляет, что влюблена в терапевта. Это классический эротический перенос, который может служить как инструментом работы, так и зоной риска. Пол не устанавливает чётких границ сразу, что осложнит динамику. |                      |                          |                                        |                                                                    |                 |
| |                      |                          |                                        |                                                                    |                 |
| 2 | 2                    | «Алекс — Неделя 1»       | Родриго Гарсия                         | Сюжет: Ари Фольман Сценарий: Родриго Гарсия                        | 29 января 2008  |
| Алекс, напряжённый военно-морской летчик, проверяет квалификацию Пола, рассказывая о событии в Ираке, которое привело его на терапию. Хотя он выполнил свой долг и уничтожил цель, выяснилось, что в результате налёта также погибло 16 невинных детей. Пилот ВМС оправдывает убийство мирных жителей в Ираке, но за бравадой скрывается глубокое чувство вины. Наблюдается интеллектуализация как защита. Пол пытается пробиться к эмоциям, но встречает сопротивление. |                      |                          |                                        |                                                                    |                 |
| |                      |                          |                                        |                                                                    |                 |
| 3 | 3                    | «Софи — Неделя 1»        | Родриго Гарсия                         | Сюжет: Нир Бергман Сценарий: Родриго Гарсия                        | 30 января 2008  |
| Софи, развитая не по годам юная гимнастка, нуждается в «профессиональном мнении» Пола для страхового отчета, подробно описывающего недавний несчастный случай, в котором она сломала обе руки и который считается подозрительным. Подросток после аварии уверяет, что не пыталась покончить с собой. Её сарказм — попытка избежать уязвимости. Пол мягко подталкивает её к исследованию сложных семейных отношений.                                                      |                      |                          |                                        |                                                                    |                 |
| |                      |                          |                                        |                                                                    |                 |
| 4 | 4                    | «Джейк и Эми — Неделя 1» | Родриго Гарсия                         | Сюжет: Дафна Левин Сценарий: Родриго Гарсия                        | 31 января 2008  |
| Джейк и Эми, ссорящиеся муж и жена, вынуждают Пола посоветовать им, как решить вопрос, который они обсуждают последние три недели: стоит ли Эми делать аборт. Пара на грани развода. Манипуляции, взаимные обвинения, полное отсутствие реального диалога. Полу сложно держать нейтральность, но он пытается. |                      |                          |                                        |                                                                    |                 |
| |                      |                          |                                        |                                                                    |                 |
| 5 | 5                    | «Пол и Джина — Неделя 1» | Родриго Гарсия                         | Сюжет: Асаф Зиппор Сценарий: Родриго Гарсия                        | 1 февраля 2008  |
| Обеспокоенный тем, что он «теряет терпение к своим пациентам», Пол навещает доктора Джину Толл, отставного терапевта, с которой он в последний раз виделся почти десять лет назад. Пол отрицает проблемы, но явно находится в кризисе. Джина отмечает его контрперенос на Лору. |                      |                          |                                        |                                                                    |                 |
| |                      |                          |                                        |                                                                    |                 |
| Неделя 2 — Рационализация и избегание Клиенты продолжают защищаться: кто-то через интеллект, кто-то через агрессию, кто-то через отстраненность. Они говорят, но не чувствуют. Пол начинает подталкивать их глубже. |                      |                          |                                        |                                                                    |                 |
| 6 | 6                    | «Лаура — Неделя 2»       | Родриго Гарсия                         | Сюжет: Яэль Хедая Сценарий: Эми Липпман                            | 4 февраля 2008  |
| Пол удивлен, когда Лаура объявляет, что согласилась выйти замуж за своего парня, хотя признает, что все еще испытывает влечение к Полу. Лора флиртует, но теперь агрессивнее. Пол замечает её провокации, но не противостоит им жёстко. Она проверяет его границы. |                      |                          |                                        |                                                                    |                 |
| |                      |                          |                                        |                                                                    |                 |
| 7 | 7                    | «Алекс — Неделя 2»       | Родриго Гарсия                         | Сюжет: Ари Фольман Сценарий: Брайан Голубофф                       | 5 февраля 2008  |
| Алекс описывает свое стоическое возвращение на место бомбардировки в Ираке, где он чувствовал себя оторванным от реальности их страданий, и рассказывает, что у него проблемы с женой. Он пытается доминировать в кабинете, превращая сессию в поединок. Пол указывает на его страх уязвимости, но тот резко обрывает разговор. |                      |                          |                                        |                                                                    |                 |
| |                      |                          |                                        |                                                                    |                 |
| 8 | 8                    | «Софи — Неделя 2»        | Родриго Гарсия                         | Сюжет: Нир Бергман Сценарий: Сара Трим                             | 6 февраля 2008  |
| Софи приходит мокрой и взъерошенной, и Пол просит Кейт переодеть ее в сухую одежду. Софи жалуется на свою команду и родителей и обвиняет Пола в том, что он ее не слушает, однако Пол удивляет ее своими подробными записями и психологическим заключением с их первой сессии. Девушка впервые показывает боль, говоря о сложностях с отцом. Она начинает доверять Полу.                                                                                                 |                      |                          |                                        |                                                                    |                 |
| |                      |                          |                                        |                                                                    |                 |
| 9 | 9                    | «Джейк и Эми — Неделя 2» | Родриго Гарсия                         | Сюжет: Асаф Зиппор & Дафна Левин Сценарий: Уильям Меррит Джонсон   | 7 февраля 2008  |
| Кажется, что Джейк и Эми разрешили свои разногласия по поводу ее беременности, но сеанс внезапно заканчивается, когда у Эми начинается кровотечение. Напряжение нарастает, пара уходит ещё дальше в тупик. Пол замечает, что Эми боится материнства, а Джейк — потерять контроль. Жена Пола, Кейт, заставляет его столкнуться с реальностью разрыва в их собственном браке и признается, что у нее роман.                                                                |                      |                          |                                        |                                                                    |                 |
| |                      |                          |                                        |                                                                    |                 |
| 10 | 10                   | «Пол и Джина — Неделя 2» | Родриго Гарсия                         | Сюжет: Асаф Зиппор Сценарий: Дэйви Холмс                           | 8 февраля 2008  |
| Травматическая неделя Пола, особенно новость об измене Кейт, заставляет Джину высказать наблюдения о поведении Пола и его влечении к Лауре, которые он отвергает. Пол признаёт, что терапия с Лорой становится сложной. Джина указывает, что он теряет объективность. |                      |                          |                                        |                                                                    |                 |
| |                      |                          |                                        |                                                                    |                 |
| Неделя 3 — Первые столкновения с правдой Появляются первые трещины в защите. Пациенты начинают замечать болезненные истины, но еще сопротивляются их принятию. Становится больше эмоций, напряжения. |                      |                          |                                        |                                                                    |                 |
| 11 | 11                   | «Лаура — Неделя 3»       | Родриго Гарсия                         | Сюжет: Яэль Хедая Сценарий: Эми Липпман                            | 11 февраля 2008 |
| Лаура приходит с опозданием, и Пол не сочувствует ее оправданиям. Пол пытается установить границы, но Лора проверяет их снова. Она рассказывает о разрушительных отношениях, намекая на повторяющийся сценарий. Пол затрагивает сложный вопрос о том, помогают ли ей их сеансы, и она уходит в плохих отношениях, не решив этот вопрос. Снаружи она встречает Алекса, который пришел не в тот день, и он подвозит ее в город.                                            |                      |                          |                                        |                                                                    |                 |
| |                      |                          |                                        |                                                                    |                 |
| 12 | 12                   | «Алекс — Неделя 3»       | Родриго Гарсия                         | Сюжет: Ари Фольман Сценарий: Брайан Голубофф                       | 12 февраля 2008 |
| Алекс в позитивном настроении и приносит кофемашину для офиса. Он говорит Полу, что бросил жену, которой очень восхищается, и Пол исследует сходство между Алексом и его отцом. Алекс также говорит, что встретил Лауру, к большому удивлению Пола, и безуспешно пытается обратиться к Полу за советом по поводу этих отношений. Его защита даёт трещину, но он снова закрывается, обвиняя Пола в слабости.                                                              |                      |                          |                                        |                                                                    |                 |
| |                      |                          |                                        |                                                                    |                 |
| 13 | 13                   | «Софи — Неделя 3»        | Кристофер Мисиано                      | Сюжет: Нир Бергман Сценарий: Сара Трим                             | 13 февраля 2008 |
| Софи начинает открываться Полу об обстоятельствах, связанных с расставанием ее родителей, и о ее сложных отношениях со своим тренером и его семьей. Пол начинает беспокоиться о психическом состоянии Софи по мере приближения ее физического выздоровления. Софи всё больше доверяет Полу, рассказывая о давлении матери и сложных отношениях с тренером. |                      |                          |                                        |                                                                    |                 |
| |                      |                          |                                        |                                                                    |                 |
| 14 | 14                   | «Джейк и Эми — Неделя 3» | Кристофер Мисиано                      | Сюжет: Дафна Левин Сценарий: Уильям Меррит Джонсон                 | 14 февраля 2008 |
| Эми приходит одна и анализирует свою реакцию облегчения на выкидыш, который дал ей чувство свободы. Приходит Джейк и спорит с Эми, обвиняя ее в кокетстве. Пол делает вывод: они скорее борются за власть, чем за брак. Позже Кейт объявляет Полу, что уезжает на неделю со своим любовником, и он очень злится. |                      |                          |                                        |                                                                    |                 |
| |                      |                          |                                        |                                                                    |                 |
| 15 | 15                   | «Пол и Джина — Неделя 3» | Родриго Гарсия                         | Сюжет: Асаф Зиппор Сценарий: Дэйви Холмс                           | 15 февраля 2008 |
| Джина пытается добраться до корня связи Пола с Лаурой, а Пол становится враждебным, обвиняя Джину во вмешательстве в ее личную жизнь, при этом, похоже, отрицая свое собственное поведение, проблемы с Лорой. Очевиден контрперенос. |                      |                          |                                        |                                                                    |                 |
| |                      |                          |                                        |                                                                    |                 |
| Неделя 4 — Рост напряжения и кризис доверия Открываются сложные темы, появляются конфликты с Полом. Кто-то хочет уйти, кто-то обвиняет терапию в неэффективности. Это переломный момент — доверять процессу или отвергнуть его. |                      |                          |                                        |                                                                    |                 |
| 16 | 16                   | «Лаура — Неделя 4»       | Кристофер Мисиано                      | Сюжет: Яэль Хедая Сценарий: Эми Липпман                            | 18 февраля 2008 |
| К неудовольствию Пола, Лаура в мельчайших подробностях описывает свои развивающиеся отношения с Алексом, хотя и критикует его любовные способности. Своим расскахом Лаура изучает психологический портрет Пола. |                      |                          |                                        |                                                                    |                 |
| |                      |                          |                                        |                                                                    |                 |
| 17 | 17                   | «Алекс — Неделя 4»       | Кристофер Мисиано                      | Сюжет: Эран Колирин Сценарий: Брайан Голубофф                      | 19 февраля 2008 |
| Алекс описывает свою недавнюю встречу с Лаурой, чье переменчивое поведение ему трудно понять. Он ищет ответы у Пола о Лауре, на которые Пол не может ответить. Алекс демонстративно обесценивает терапию, но напряжение выдаёт его внутренний конфликт. Его защита через агрессию и контроль начинает давать трещины. |                      |                          |                                        |                                                                    |                 |
| |                      |                          |                                        |                                                                    |                 |
| 18 | 18                   | «Софи — Неделя 4»        | Родриго Гарсия                         | Сюжет: Нир Бергман Сценарий: Сара Трим                             | 20 февраля 2008 |
| Софи физически оправилась от травм, но приходит измученной, после ночного бодрствования на вечеринке. Она начинает открываться Полу и рассказывает о событиях, приведших к ее несчастному случаю, признаваясь, что пыталась покончить с собой. Затем, посетив ванную комнату, Софи глотает пузырек с таблетками и падает в обморок. |                      |                          |                                        |                                                                    |                 |
| |                      |                          |                                        |                                                                    |                 |
| 19 | 19                   | «Джейк и Эми — Неделя 4» | Родриго Гарсия                         | Сюжет: Дафна Левин Сценарий: Уильям Меррит Джонсон                 | 21 февраля 2008 |
| Джейк и Эми приходят в сварливом настроении, и Пол исследует проблемы, которые сблизили их, но которые также подпитывают их нестабильные отношения. Каждый из них сердито уходит, показывая, что они могут и не вернуться. Их ссоры — не борьба за отношения, а за контроль. Пол пытается развернуть их диалог к осознанию личной ответственности. |                      |                          |                                        |                                                                    |                 |
| |                      |                          |                                        |                                                                    |                 |
| 20 | 20                   | «Пол и Джина — Неделя 4» | Родриго Гарсия                         | Сюжет: Асаф Зиппор Сценарий: Дэйви Холмс                           | 22 февраля 2008 |
| Пол кажется более расслабленным и рассказывает о своей неделе, однако вновь поднимается и обсуждается вечный вопрос о границах, существующих между терапевтами и пациентами. Пол, наконец, признается, что влюблен в Лауру и что он готов рискнуть последствиями пересечения границы. |                      |                          |                                        |                                                                    |                 |
| |                      |                          |                                        |                                                                    |                 |
| Неделя 5 — Осознание и ретравматизация Прошлые травмы выходят наружу. Эмоции на пике. Пол, как зеркало, отражает им их боль, но не все готовы ее принять. Включается защитный механизм бегства — у каждого по-своему. |                      |                          |                                        |                                                                    |                 |
| 21 | 21                   | «Лаура — Неделя 5»       | Родриго Гарсия                         | Сюжет: Яэль Хедая Сценарий: Эми Липпман                            | 25 февраля 2008 |
| Лора объявляет о завершении терапии, а затем рассказывает о своём первом сексуальном опыте с пожилым мужчиной. Пол чрезмерно реагирует, осуждая ситуацию, что подчёркивает его трудности с профессиональными границами и контрпереносом. |                      |                          |                                        |                                                                    |                 |
| |                      |                          |                                        |                                                                    |                 |
| 22 | 22                   | «Алекс — Неделя 5»       | Пэрис Барклай                          | Сюжет: Эран Колирин Сценарий: Брайан Голубофф                      | 26 февраля 2008 |
| Алекс провоцирует Пола личными вопросами, пытаясь вывести его из равновесия. Обвинение в чувствах к Лоре приводит к агрессивной реакции Пола, обнажая его склонность к эмоциональной нестабильности. Жена Пола, Кейт возвращается домой и сообщает, что ее роман окончен. |                      |                          |                                        |                                                                    |                 |
| |                      |                          |                                        |                                                                    |                 |
| 23 | 23                   | «Софи — Неделя 5»        | Пэрис Барклай                          | Сюжет: Нир Бергман Сценарий: Сара Трим                             | 27 февраля 2008 |
| Когда мать Софи, Оливия, присоединяется к сеансу терапии своей дочери, Пол воочию видит враждебность и гнев, которые Софи испытывает по отношению к своей матери, и давление, которое Оливия оказывает на Софи. После ухода Оливии Пол помогает Софи признать суицидальные мысли, делая важный шаг к проработке её внутренней боли. |                      |                          |                                        |                                                                    |                 |
| |                      |                          |                                        |                                                                    |                 |
| 24 | 24                   | «Джейк и Эми — Неделя 5» | Пэрис Барклай                          | Сюжет: Дафна Левин Сценарий: Уильям Меррит Джонсон                 | 28 февраля 2008 |
| Конфликт предыдущей недели приводит к спорному сеансу, в котором Джейк и Эми обвиняют Пола во враждебности. Обострение конфликта приводит к решению Эми о разводе. Джейк, обычно контролирующий, впервые открыто проявляет страх потери, что показывает его эмоциональный сдвиг. |                      |                          |                                        |                                                                    |                 |
| |                      |                          |                                        |                                                                    |                 |
| 25 | 25                   | «Пол и Джина — Неделя 5» | Родриго Гарсия                         | Сюжет: Асаф Зиппор Сценарий: Дэйви Холмс                           | 29 февраля 2008 |
| Кейт впервые присоединяется к Полу на терапии, где Пол все еще злится на Кейт из-за ее романа. Когда они начинают изучать свои потребности в браке, Пол раскрывает свое желание к Лауре, это разрушает его моральное превосходство, заставляя взглянуть на ситуацию честнее. |                      |                          |                                        |                                                                    |                 |
| |                      |                          |                                        |                                                                    |                 |
| Неделя 6 — Эмоциональный хаос и сопротивление Пациенты колеблются между осознанием и попыткой все обесценить. Их эмоции становятся еще более хаотичными, но именно это свидетельствует о начале глубинной работы. |                      |                          |                                        |                                                                    |                 |
| 26 | 26                   | «Лаура — Неделя 6»       | Пэрис Барклай                          | Сюжет: Яэль Хедая Сценарий: Эми Липпман                            | 3 марта 2008    |
| Лаура возвращается на терапию, и Пол неожиданно признается в своей привязанности к Лауре, что застает ее врасплох. Он указывает ей на разницу между фантазией и реальностью на примере своей собственной детской влюбленности, что побуждает ее признать, что ее роман с пожилым Дэвидом был не таким романтичным, как она сначала описывала. Уходя, Лаура встречает Кейт.                                                                                               |                      |                          |                                        |                                                                    |                 |
| |                      |                          |                                        |                                                                    |                 |
| 27 | 27                   | «Алекс — Неделя 6»       | Мелани Майрон                          | Сюжет: Ори Сиван & Хагай Леви Сценарий: Брайан Голубофф            | 4 марта 2008    |
| |                      |                          |                                        |                                                                    |                 |
| Алекс настроен разговорчиво и, получив извинения от Пола за вспышку эмоций, рассказывает о недавнем сне, который он хочет, чтобы Пол расшифровал. Это приводит Алекса к эмоциональной интроспекции его мотиваций, его сексуальности и его отношений с его доминирующим отцом. |                      |                          |                                        |                                                                    |                 |
| 28 | 28                   | «Софи — Неделя 6»        | Мелани Майрон                          | Сюжет: Нир Бергман Сценарий: Сара Трим                             | 5 марта 2008    |
| Софи заказывает пиццу в офис Пола, но съедает лишь небольшую часть. Это провоцирует дискуссию о еде, которая приводит к тому, что Софи сталкивается со своим скрытым гневом по отношению к отцу и красивым, но поверхностным женщинам, с которыми он проводит время. Это позволяет Софи лучше понять свои чувства и динамику семейных отношений. |                      |                          |                                        |                                                                    |                 |
| |                      |                          |                                        |                                                                    |                 |
| 29 | 29                   | «Джейк и Эми — Неделя 6» | Пэрис Барклай                          | Сюжет: Дафна Левин Сценарий: Уильям Меррит Джонсон                 | 6 марта 2008    |
| Эми приходит одна и критикует Джейка, который стал более внимательным и любящим, но менее желанным. Пол заставляет ее рассказать о своем детском ожирении и негативном отношении ее родителей и сестры к ней. Затем Эми сообщает, что планирует провести вечер со своим боссом, что вызывает предупреждение от Пола о ее саморазрушительном поведении. |                      |                          |                                        |                                                                    |                 |
| |                      |                          |                                        |                                                                    |                 |
| 30 | 30                   | «Пол и Джина — Неделя 6» | Пэрис Барклай                          | Сюжет: Асаф Зиппор Сценарий: Дэйви Холмс                           | 7 марта 2008    |
| Первоначальное беспокойство Пола и Кейт о местонахождении их дочери Рози перерастает в обсуждение их отношений. Попытка Джины объяснить влечение Пола к Лауре и роль Кейт в жизни Пола приводит к жаркой перепалке между Полом и Джиной, которая вскрывает его эмоциональные противоречия и роль Кейт в его жизни. Пол теряет контроль. |                      |                          |                                        |                                                                    |                 |
| |                      |                          |                                        |                                                                    |                 |
| Неделя 7 — Разрушение иллюзий Фантазии, которыми пациенты жили, рушатся. Осознание того, что проблема глубже, чем казалось. Пол тоже оказывается в этом процессе — его собственные иллюзии начинают таять. |                      |                          |                                        |                                                                    |                 |
| 31 | 31                   | «Лаура — Неделя 7»       | Мелани Майрон                          | Сюжет: Омер Тадмор Сценарий: Эми Липпман                           | 10 марта 2008   |
| Терапия без пациента: вместо Лауры появляются дети Пола, и их слова становятся зеркалом его личных проблем. Рози призывает его сохранить брак, а Иэн заставляет задуматься о настоящих желаниях. Важный момент — дети видят ситуацию яснее, чем сам Пол. |                      |                          |                                        |                                                                    |                 |
| |                      |                          |                                        |                                                                    |                 |
| 32 | 32                   | «Алекс — Неделя 7»       | Пэрис Барклай                          | Сюжет: нет данных Сценарий: Брайан Голубофф                        | 11 марта 2008   |
| Рационализация бегства: Алекс уверяет, что армия — это дисциплина и порядок, которые ему нужны. На самом деле, он бежит от эмоционального хаоса, в том числе от разочарования в роли отца. Пол пытается вскрыть его страхи, но Алекс остается глух. |                      |                          |                                        |                                                                    |                 |
| |                      |                          |                                        |                                                                    |                 |
| 33 | 33                   | «Софи — Неделя 7»        | Мелани Майрон                          | Сюжет: Нир Бергман Сценарий: Сара Трим                             | 12 марта 2008   |
| Когнитивный диссонанс: Софи идеализирует отца, Пол помогает ей осознать, что она была не любимой дочерью, а свидетельницей его жизни, в отличие от матери, которая действительно заботилась о ней. |                      |                          |                                        |                                                                    |                 |
| |                      |                          |                                        |                                                                    |                 |
| 34 | 34                   | «Джейк и Эми — Неделя 7» | Мелани Майрон                          | Сюжет: Дафна Левин Сценарий: Уильям Меррит Джонсон                 | 13 марта 2008   |
| Телесная память и вина: Боль в животе активирует детскую травму — непроработанное чувство вины за смерть отца. Признание в измене боссу не вызывает гнева Джейка, потому что настоящая борьба Эми — не с мужем, а с самой собой. |                      |                          |                                        |                                                                    |                 |
| |                      |                          |                                        |                                                                    |                 |
| 35 | 35                   | «Пол и Джина — Неделя 7» | Родриго Гарсия                         | Сюжет: Асаф Зиппор Сценарий: Дэйви Холмс                           | 14 марта 2008   |
| Джина уводит Кейт и Пола от разговоров о Рози и детях и направляет их к разговору о себе. Пол благодарен, когда Джина преодолевает его сопротивление терапевтическому упражнению рефлексивного слушания, которое оказывается полезным. |                      |                          |                                        |                                                                    |                 |
| |                      |                          |                                        |                                                                    |                 |
| Неделя 8 — Переживание потерь и горя Алекс погибает. Софи сталкивается с болью предательства отца. Джейк вынужден принять свой сценарий отношений с Эми. Пол впервые ощущает, что его методы не всегда могут спасти. |                      |                          |                                        |                                                                    |                 |
| 36 | 36                   | «Лаура — Неделя 8»       | Пэрис Барклай                          | Сценарий: Эми Липпман                                              | 17 марта 2008   |
| Пол сталкивается с трагической гибелью Алекса, что напоминает о границах терапевтического влияния. Его встреча с Лаурой подчеркивает важность незавершенных процессов — как в терапии, так и в личных отношениях. Пол вынужден скрывать свою профессиональную связь с Алексом, что иллюстрирует терапевтическую этику и невозможность полного раскрытия в социальном контексте.                                                                                          |                      |                          |                                        |                                                                    |                 |
| |                      |                          |                                        |                                                                    |                 |
| 37 | 37                   | «Алекс — Неделя 8»       | Пэрис Барклай                          | Сюжет: Узи Вейл Сценарий: Брайан Голубофф                          | 18 марта 2008   |
| Отец Алекса приходит на сеанс, отчаянно пытаясь понять, был ли уход сына случайностью или скрытым самоубийством. Пол балансирует между профессиональной этикой и терапевтической задачей — помочь отцу пережить утрату. Через разговор проявляется вина отца за его жесткость, но Пол не может дать прямых ответов, только помочь проработать чувства. |                      |                          |                                        |                                                                    |                 |
| |                      |                          |                                        |                                                                    |                 |
| 38 | 38                   | «Софи — Неделя 8»        | Пэрис Барклай                          | Сюжет: Нир Бергман Сценарий: Сара Трим                             | 19 марта 2008   |
| Психосоматика и поиск идентичности Софи переживает психосоматический кризис — кожная сыпь и дрожь сигнализируют о глубоком внутреннем конфликте. Она колеблется между лояльностью к отцу и стремлением признать его недостатки. Пол помогает ей осознать, что она не ответственна за поступки родителей, и впервые она демонстрирует признаки эмоционального взросления.                                                                                                 |                      |                          |                                        |                                                                    |                 |
| |                      |                          |                                        |                                                                    |                 |
| 39 | 39                   | «Джейк и Эми — Неделя 8» | Пэрис Барклай                          | Сюжет: Дафна Левин Сценарий: Уильям Меррит Джонсон                 | 20 марта 2008   |
| Семейные сценарии и проекция ожиданий Джейк в одиночку приходит на сеанс, рассказывая о поездке к родителям. Воспоминания о жестком и требовательном отце помогают Полу провести параллели между восприятием отца и отношениями Джейка с Эми. Этот сеанс подчеркивает, как родительские модели формируют паттерны поведения в браке. |                      |                          |                                        |                                                                    |                 |
| |                      |                          |                                        |                                                                    |                 |
| 40 | 40                   | «Пол и Джина — Неделя 8» | Родриго Гарсия                         | Сюжет: Асаф Зиппор Сценарий: Дэйви Холмс                           | 21 марта 2008   |
| Контрперенос и терапевтические границы Пол вновь сомневается в терапии и атакует Джину, обвиняя ее в отстраненности. Но она неожиданно заявляет, что, напротив, слишком эмоциональна. Это сеанс о контрпереносе: терапевт не может быть полностью нейтральным, но и вовлекаться слишком глубоко опасно. Джина устанавливает границы, запрещая Полу затрагивать ее прошлый опыт, что подчеркивает важность самозащиты терапевта.                                          |                      |                          |                                        |                                                                    |                 |
| |                      |                          |                                        |                                                                    |                 |
| Неделя 9 — Завершение цикла и точка выбора Все выходят к моменту истины. Софи принимает себя. Джейк и Эми осознают, что их семья разрушится. Пол делает ошибку, но сам же себя останавливает. Это не конец, а начало их нового пути. |                      |                          |                                        |                                                                    |                 |
| 41 | «Софи — Неделя 9»    | Мелани Майрон            | Сюжет: Нир Бергман Сценарий: Сара Трим | 26 марта 2008                                                      |                 |
| Софи, наконец, сталкивается с отцом и осознает его реальное влияние на свою жизнь. Она отказывается подчиняться его желаниям, что является огромным шагом к психологической автономии. Этот эпизод — кульминация ее терапевтического пути: из зависимой и обесценивающей себя девочки она становится девушкой, способной защищать свои границы. |                      |                          |                                        |                                                                    |                 |
| |                      |                          |                                        |                                                                    |                 |
| 42 | 42                   | «Джейк и Эми — Неделя 9» | Мелани Майрон                          | Сюжет: Дафна Левин Сценарий: Уильям Меррит Джонсон и Сара Трим     | 27 марта 2008   |
| Разрыв отношений — болезненный, но неизбежный. Джейк и Эми достигают точки, в которой рационально понимают, что больше не могут быть вместе, но эмоционально это все еще ранит. Эми переживает кризис идентичности — оказывается, что она нуждалась в Джейке больше, чем думала. Пол играет роль медиатора, помогая им не просто расстаться, а осознать последствия этого решения, особенно для их сына.                                                                 |                      |                          |                                        |                                                                    |                 |
| |                      |                          |                                        |                                                                    |                 |
| 43 | 43                   | «Пол и Джина — Неделя 9» | Пэрис Барклай, Родриго Гарсия          | Сюжет: Майя Хеффнер, Хагай Леви, Асаф Зиппор Сценарий: Эми Липпман | 28 марта 2008   |
| Пол решает действовать в своем романтическом преследовании Лауры и навещает ее дома. Он признается ей в любви, что кажется холодным и бесчувственным. Неуверенная в собственных чувствах, Лаура приглашает его в постель, но у Пола случается пиступ панической атаки, и он уходит. Позже он навещает Джину и вываливает на нее этот эпизод, но она утверждает, что приступ тревоги был его собственным способом помешать себе совершить ужасную ошибку.                 |                      |                          |                                        |                                                                    |                 |
| |                      |                          |                                        |                                                                    |                 |

### Сезон 2 (2009)
Второй сезон продолжает фокусироваться на жизни Пола Уэстона и сложной жизни новой группы пациентов, в то время как он продолжает посещать своего наставника, доктора Джину Толл.
| Путеводитель по сериям 2-го сезона | Путеводитель по сериям 2-го сезона | Путеводитель по сериям 2-го сезона | Путеводитель по сериям 2-го сезона | Путеводитель по сериям 2-го сезона | Путеводитель по сериям 2-го сезона |
|                                    | Понедельник                        | Вторник                            | Среда                              | Четверг                            | Пятница                            |
| Миа                                | Эйприл                             | Оливер                             | Уолтер                             | Джина                              |                                    |
| ---------------------------------- | ---------------------------------- | ---------------------------------- | ---------------------------------- | ---------------------------------- | ---------------------------------- |
| Неделя 1                           | 1                                  | 2                                  | 3                                  | 4                                  | 5                                  |
| Неделя 2                           | 6                                  | 7                                  | 8                                  | 9                                  | 10                                 |
| Неделя 3                           | 11                                 | 12                                 | 13                                 | 14                                 | 15                                 |
| Неделя 4                           | 16                                 | 17                                 | 18                                 | 19                                 | 20                                 |
| Неделя 5                           | 21                                 | 22                                 | 23                                 | 24                                 | 25                                 |
| Неделя 6                           | 26                                 | 27                                 | 28                                 | 29                                 | 30                                 |
| Неделя 7                           | 31                                 | 32                                 | 33                                 | 34                                 | 35                                 |

| Номер серии в сериале | Номер серии в сезоне | Название            | Режиссёр        | Сценарист                                                  | Дата выхода     |
| --- | -------------------- | ------------------- | --------------- | ---------------------------------------------------------- | --------------- |
| 44 | 1                    | «Миа — Неделя 1»    | Пэрис Барклай   | Сюжет: Яэль Хедая Сценарий: Уоррен Лейт и Жаклин Рейнгольд | апрель 5, 2009  |
| Алекс Принс-старший наносит неожиданный визит Полу и вызывает его в суд по делу о халатности в связи со смертью его сына. Когда Пол организует встречу со своими адвокатами, он обнаруживает, что его дело поручено Мие, бывшей пациентке и нынешнему юристу по врачебным ошибкам, которая поднимает некоторые вопросы из их общего прошлого. |                      |                     |                 |                                                            |                 |
| |                      |                     |                 |                                                            |                 |
| 45 | 2                    | «Эйприл — Неделя 1» | Пэрис Барклай   | Сюжет: Керен Маргалит Сценарий: Уоррен Лейт и Сара Трим    | апрель 5, 2009  |
| Пол встревожен, узнав, что у его новой пациентки Эйприл, студентки архитектурного факультета, прогрессирующая неходжкинская лимфома. Это секрет, которым она отказывается делиться с кем-либо, включая ее родителей. Она отрицает это, отказывается от химиотерапии и вместо этого хочет использовать натуральные средства. |                      |                     |                 |                                                            |                 |
| |                      |                     |                 |                                                            |                 |
| 46 | 3                    | «Оливер — Неделя 1» | Райан Флек      | Сюжет: Дафна Левин Сценарий: Уоррен Лейт и Кит Бунин       | апрель 6, 2009  |
| Шестиклассника по имени Оливер приводят к Полу его родители, Бесс и Люк, которые расстались и готовятся к разводу. У них очень разные представления о потребностях Оливера, и Оливер отказывается оставаться в доме своего отца, потому что чувствует, что «невмешательство» его отца кажется пренебрежением. |                      |                     |                 |                                                            |                 |
| |                      |                     |                 |                                                            |                 |
| 47 | 4                    | «Уолтер — Неделя 1» | Пэрис Барклай   | Сюжет: Узи Вейль Сценарий: Уоррен Лейт и Пэт Хили          | апрель 6, 2009  |
| Уолтер, влиятельный генеральный директор, обращается к Полу за лекарством от бессонницы и нетерпеливо ищет быстрое решение. Когда Пол пытается выявить возможные причины, у Уолтера случается паническая атака во время разговора о его дочери, которая работает волонтером в Руанде. |                      |                     |                 |                                                            |                 |
| |                      |                     |                 |                                                            |                 |
| 48 | 5                    | «Джина — Неделя 1»  | Терри Джордж    | Сюжет: Асаф Циппор Сценарий: Уоррен Лейт и Марша Норман    | апрель 6, 2009  |
| Пол едет из Бруклина в Балтимор, чтобы навестить Джину, которую попросили дать показания по иску против него в связи со смертью Алекса. Он очень негативно относится к своей жизни и работе и просит у Джины ответы, которые она не может дать. В конце концов, они соглашаются возобновить его пятничные сеансы терапии, чтобы решить его проблемы. |                      |                     |                 |                                                            |                 |
| |                      |                     |                 |                                                            |                 |
| 49 | 6                    | «Миа — Неделя 2»    | Пэрис Барклай   | Сюжет: Яэль Хедая Сценарий: Жаклин Рейнгольд               | апрель 12, 2009 |
| Миа навещает Пола, намереваясь провести встречу на равных, но она поднимает их прошлые сеансы 20-летней давности. Тогда она была в смятении, рожать ли ребенка или строить юридическую карьеру, и обвиняет Пола в том, что он посоветовал ей сделать аборт. Теперь, годы спустя, она оказывается в отношениях со своим женатым боссом, без партнера, отчаянно желает иметь ребенка и винит Пола в своем затруднительном положении.                                      |                      |                     |                 |                                                            |                 |
| |                      |                     |                 |                                                            |                 |
| 50 | 7                    | «Эйприл — Неделя 2» | Хагай Леви      | Сюжет: Керен Маргалит Сценарий: Сара Трим                  | апрель 12, 2009 |
| Эйприл описывает свое раздражение по поводу беспокойства ее бывшего парня и его нынешней партнерши, которые беспокоятся о ее раке. Она отстаивает свою независимость и отказывается, чтобы ее определяла ее болезнь. |                      |                     |                 |                                                            |                 |
| |                      |                     |                 |                                                            |                 |
| 51 | 8                    | «Оливер — Неделя 2» | Райан Флек      | Сюжет: Дафна Левин Сценарий: Кит Бунин                     | апрель 13, 2009 |
| Оливер опасается, что его поведение привело к отчуждению его родителей. Он не может рассказать им о том, что его обижают в школе, опасаясь, что это усугубит проблему. К удивлению своей матери, Оливер решает остаться у отца в соответствии с их планами. |                      |                     |                 |                                                            |                 |
| |                      |                     |                 |                                                            |                 |
| 52 | 9                    | «Уолтер — Неделя 2» | Хагай Леви      | Сюжет: Узи Вейль, Хагай Леви Сценарий: Пэт Хили            | апрель 13, 2009 |
| Пол узнает больше о прошлом Уолтера, ожиданиях его родителей и его страхах потери. Это помогает Полу начать выявлять возможные причины панических атак Уолтера. |                      |                     |                 |                                                            |                 |
| |                      |                     |                 |                                                            |                 |
| 53 | 10                   | «Джина — Неделя 2»  | Терри Джордж    | Сюжет: Асаф Циппор Сценарий: Марша Норман                  | апрель 13, 2009 |
| Пол соглашается снова пройти терапию с Джиной, чтобы справиться со своими текущими проблемами. Джина по-прежнему считает, что ответы кроются в отношениях Пола с его родителями, особенно в первой попытке самоубийства его матери в счастливый сочельник, который он провел в доме Тэмми Кент. Пол решает связаться с Тэмми, чтобы заполнить пробелы в памяти об этом событии.                                                                                         |                      |                     |                 |                                                            |                 |
| |                      |                     |                 |                                                            |                 |
| 54 | 11                   | «Миа — Неделя 3»    | Пэрис Барклай   | Сюжет: Яэль Хедая Сценарий: Жаклин Рейнгольд               | апрель 19, 2009 |
| Пол опаздывает на сеанс, и Миа отчитывает его. У нее есть показания Лоры по делу Алекса Принса, и она требует от Пола подробностей о его отношениях с Лорой. Она проявляет признаки ревности, что Пол использует как средство, чтобы поставить под сомнение ее поверхостные отношения с мужчинами. |                      |                     |                 |                                                            |                 |
| |                      |                     |                 |                                                            |                 |
| 55 | 12                   | «Эйприл — Неделя 3» | Пэрис Барклай   | Сюжет: Керен Маргалит Сценарий: Сара Трим                  | апрель 19, 2009 |
| Пол исследует потребность Эйприл защитить свою мать от реальности ее рака, что выводит на поверхность воспоминания о почти трагическом событии в детстве, которое подчеркивает ее проблемы с независимостью. |                      |                     |                 |                                                            |                 |
| |                      |                     |                 |                                                            |                 |
| 56 | 13                   | «Оливер — Неделя 3» | Райан Флек      | Сюжет: Дафна Левин Сценарий: Кит Бунин                     | апрель 20, 2009 |
| На первый взгляд, недельное пребывание Оливера у отца прошло успешно. Однако это обнажает желание Оливера помешать своим родителям спорить. Пол пытается заставить его родителей, Бесс и Люка, больше сосредоточиться на том, как их «грызня» влияет на Оливера. |                      |                     |                 |                                                            |                 |
| |                      |                     |                 |                                                            |                 |
| 57 | 14                   | «Уолтер — Неделя 3» | Норберто Барба  | Сюжет: Узи Вейль, Хагай Леви Сценарий: Пэт Хили            | апрель 20, 2009 |
| В разгар корпоративного кризиса Уолтер рассказывает об эмоциональной попытке спасти и защитить свою дочь, которая работает волонтером в Африке, но он не может понять ее отказ принять его помощь. Пол пытается заставить Уолтера понять, что ей нужна независимость от его одержимости контролем. |                      |                     |                 |                                                            |                 |
| |                      |                     |                 |                                                            |                 |
| 58 | 15                   | «Джина — Неделя 3»  | Жан де Сегонзак | Сюжет: Асаф Циппор Сценарий: Марша Норман                  | апрель 20, 2009 |
| У Пола начинается роман с Тэмми, но он держит это в секрете от Джины. На своем сеансе с Джиной она исследует негодование Пола по поводу того, что ему приходится заботиться о своем больном отце. Она призывает Пола переоценить свои воспоминания об отношении его отца к его матери и ограниченные и потенциально искаженные воспоминания Пола об этом времени. |                      |                     |                 |                                                            |                 |
| |                      |                     |                 |                                                            |                 |
| 59 | 16                   | «Миа — Неделя 4»    | Джошуа Марстон  | Сюжет: Яэль Хедая Сценарий: Жаклин Рейнгольд               | апрель 26, 2009 |
| Миа приходит в гиперактивном настроении после бурных выходных с интенсивным случайным сексом. Пол исследует поведение Мии и ее отношения с отцом, который является единственным человеком, к которому она близка. Наконец она признается в своем глубоком одиночестве. |                      |                     |                 |                                                            |                 |
| |                      |                     |                 |                                                            |                 |
| 60 | 17                   | «Эйприл — Неделя 4» | Джим МакКей     | Сюжет: Керен Маргалит Сценарий: Сара Трим                  | апрель 26, 2009 |
| Пол узнает больше об Эйприл и приверженности ее матери заботе о ее брате-аутисте Дэниеле, и о ее эмоциональной цене для них обоих. После того, как Эйприл теряет сознание из-за своего ослабленного состояния, Пол пересекает профессиональную границу, настаивая на том, чтобы она начала химиотерапию, и предлагает сопровождать ее в больницу. |                      |                     |                 |                                                            |                 |
| |                      |                     |                 |                                                            |                 |
| 61 | 18                   | «Оливер — Неделя 4» | Райан Флек      | Сюжет: Дафна Левин Сценарий: Кит Бунин                     | апрель 27, 2009 |
| Приходит мать Оливера, Бесс, и объясняет, что Оливер демонстрирует образцовое поведение и ест гораздо меньше, однако Пол подозревает, что это всего лишь иллюзия. Когда Пол остается наедине с Оливером, он обнаруживает, что мальчик голодает, его все еще обижают в школе, и он также чувствует себя неуверенно, потому что считает, что его могли усыновить. |                      |                     |                 |                                                            |                 |
| |                      |                     |                 |                                                            |                 |
| 62 | 19                   | «Уолтер — Неделя 4» | Алан Тейлор     | Сюжет: Шири Арци Сценарий: Уоррен Лейт                     | апрель 27, 2009 |
| Уолтер оказывается в растерянности, потому что его освободили от должности генерального директора из-за скандала с безопасностью продукции. Затем Уолтеру приходится противостоять своим чувствам долга и потребности контролировать ситуацию. |                      |                     |                 |                                                            |                 |
| |                      |                     |                 |                                                            |                 |
| 63 | 20                   | «Джина — Неделя 4»  | Пэрис Барклай   | Сюжет: Асаф Циппор Сценарий: Марша Норман                  | апрель 27, 2009 |
| Джина призывает Пола восстановить связь со своим больным отцом, пока не стало слишком поздно. |                      |                     |                 |                                                            |                 |
| |                      |                     |                 |                                                            |                 |
| 64 | 21                   | «Миа — Неделя 5»    | Пэрис Барклай   | Сюжет: Яэль Хедая Сценарий: Жаклин Рейнгольд               | май 3, 2009     |
| Пол отвлекается после смерти своего отца и вынужден вернуться в настоящее, когда Миа сообщает, что беременна после выходных со случайным сексом. Она намерена сохранить ребенка, и вместе Пол и Миа изучают вопросы жизни, смерти, одиночества и последних шансов. |                      |                     |                 |                                                            |                 |
| |                      |                     |                 |                                                            |                 |
| 65 | 22                   | «Эйприл — Неделя 5» | Джим МакКей     | Сюжет: Керен Маргалит Сценарий: Сара Трим                  | май 3, 2009     |
| Эйприл начала химиотерапию, но еще не рассказала своим родителям о своем раке. Она упоминает свою лучшую подругу Лию, но нежелание Эйприл опираться на самых близких ей людей вызывает у Пола дискуссию о зависимости. |                      |                     |                 |                                                            |                 |
| |                      |                     |                 |                                                            |                 |
| 66 | 23                   | «Оливер — Неделя 5» | Райан Флек      | Сюжет: Дафна Левин Сценарий: Кит Бунин                     | май 4, 2009     |
| Оливер приходит в кабинет Пола раньше времени после того, как сбежал из школы из-за того, что его снова обижали. Он жалуется на трудности жизни со своим отцом. Приходит Люк в гневе и жалуется Полу на недавнее ухудшение поведения Оливера дома и в школе. Полу удается убедить Люка в том, что он ведет себя как отсутствующий отец, которого он ненавидел, и Люк, наконец, смягчает свое отношение к Оливеру.                                                       |                      |                     |                 |                                                            |                 |
| |                      |                     |                 |                                                            |                 |
| 67 | 24                   | «Уолтер — Неделя 5» | Жан де Сегонзак | Сюжет: Шири Арци Сценарий: Уоррен Лейт                     | май 4, 2009     |
| Пол навещает Уолтера в больнице после передозировки снотворным. Пол пытается убедить Уолтера в том, что его действия влияют на окружающих его людей, что Уолтер упорно отказывается признавать. |                      |                     |                 |                                                            |                 |
| |                      |                     |                 |                                                            |                 |
| 68 | 25                   | «Джина — Неделя 5»  | Терри Джордж    | Сюжет: Асаф Циппор Сценарий: Марша Норман                  | май 4, 2009     |
| После похорон своего отца Пол говорит Кейт, что все еще любит ее и хочет помириться, но она отвергает это предложение. Джина убеждает Пола ответить на неразрешенные вопросы о его отце после того, как он узнал о своем отце на похоронах больше, чем когда-либо прежде. Позже Пол встречает Алекса-старшего, который предлагает отказаться от своего иска за страховую выплату, но также при условии, что Пол примет на себя полную ответственность за смерть Алекса. |                      |                     |                 |                                                            |                 |
| |                      |                     |                 |                                                            |                 |
| 69 | 26                   | «Миа — Неделя 6»    | Райан Флек      | Сюжет: Яэль Хедая Сценарий: Жаклин Рейнгольд               | май 17, 2009    |
| Миа находится в состоянии шока и сообщает Полу, что ее беременность не подтвердилась, и рассказывает, что ее мать приезжала утешить ее. Пол использует это событие, чтобы помочь Мии пересмотреть свои спорные отношения со своей матерью и переоценить свою веру в преданность ей своего отца. |                      |                     |                 |                                                            |                 |
| |                      |                     |                 |                                                            |                 |
| 70 | 27                   | «Эйприл — Неделя 6» | Майкл Прессман  | Сюжет: Керен Маргалит Сценарий: Сара Трим                  | май 17, 2009    |
| Эйприл сердится на Пола из-за того, что она считает предательством после того, как он рассказал ее матери о раке. Пол пытается защитить свои действия, одновременно решая глубоко укоренившиеся комплексы и недоверие Эйприл к другим, кто близок ей. |                      |                     |                 |                                                            |                 |
| |                      |                     |                 |                                                            |                 |
| 71 | 28                   | «Оливер — Неделя 6» | Пэрис Барклай   | Сюжет: Дафна Левин Сценарий: Кит Бунин                     | май 18, 2009    |
| Бесс предлагают работу в двух с половиной часах езды, и Люк обвиняет ее в попытке получить опеку над Оливером, но затем он отказывается держать Оливера в своем собственном доме. Люк и Бесс придумывают план разделить обязанности по уходу, но Оливер чувствует, что ни один из его родителей на самом деле не хочет его. Оливер просит жить с Полом, но когда Пол отказывается, Оливер смиряется с несчастливым будущим.                                             |                      |                     |                 |                                                            |                 |
| |                      |                     |                 |                                                            |                 |
| 72 | 29                   | «Уолтер — Неделя 6» | Пэрис Барклай   | Сюжет: Шири Арци Сценарий: Уоррен Лейт                     | май 18, 2009    |
| Уолтера поместили в учреждение, но он отчаянно хочет уйти и пытается манипулировать Полом, чтобы тот одобрил его освобождение. Пол сопротивляется давлению, называет поведение Уолтера тем, чем оно является, и кое-как продвигается к тому, чтобы позволить Уолтеру принять свою уязвимую сторону. |                      |                     |                 |                                                            |                 |
| |                      |                     |                 |                                                            |                 |
| 73 | 30                   | «Джина — Неделя 6»  | Ричард Шифф     | Сюжет: Асаф Циппор Сценарий: Марша Норман                  | май 18, 2009    |
| Пол расстроен тем, что он считает неспособностью помочь своим пациентам, но затем обвиняет Джину в том же недостатке. Он заставляет Джину сердито опровергнуть его обвинение в том, что она не занимается своими пациентами. |                      |                     |                 |                                                            |                 |
| |                      |                     |                 |                                                            |                 |
| 74 | 31                   | «Миа — Неделя 7»    | Кортни Хант     | Сюжет: Яэль Хедая Сценарий: Жаклин Рейнгольд               | май 24, 2009    |
| Миа говорит Полу, что бросает консультирование, так как это заставляет ее чувствовать себя хуже, особенно после того, как она противостояла своему отцу по поводу его недостаточной поддержки ее матери. Она пытается использовать различные тактики, чтобы изменить отношения с Полом с профессиональных на личные, но безуспешно. В конце концов Пол прорывается сквозь ее фасад, и она соглашается продолжить терапию.                                               |                      |                     |                 |                                                            |                 |
| |                      |                     |                 |                                                            |                 |
| 75 | 32                   | «Эйприл — Неделя 7» | Джим МакКей     | Сюжет: Керен Маргалит Сценарий: Сара Трим                  | май 24, 2009    |
| В своем последнем сеансе с Полом Эйприл рассказывает, что химиотерапия подействовала, и у нее ремиссия, что изменило ее взгляд на жизнь и на близких ей людей. Пол заставляет ее начать смотреть в лицо своему гневу и своему будущему и повышает ее доверие к нему, подарив ей старый кожаный шлем летчика своего отца. |                      |                     |                 |                                                            |                 |
| |                      |                     |                 |                                                            |                 |
| 76 | 33                   | «Оливер — Неделя 7» | Райан Флек      | Сюжет: Дафна Левин Сценарий: Кит Бунин                     | май 25, 2009    |
| Оливер крайне недоволен новым устройством домашнего хозяйства, живя со своей матерью, и отказывается разговаривать с Полом. Бесс и Люку удается достичь некоторой завершенности, и Полу в конечном итоге удается заставить Оливера неохотно принять ситуацию, предложив постоянную поддержку. |                      |                     |                 |                                                            |                 |
| |                      |                     |                 |                                                            |                 |
| 77 | 34                   | «Уолтер — Неделя 7» | Уоррен Лейт     | Сюжет: Шири Арци Сценарий: Уоррен Лейт                     | май 25, 2009    |
| Уолтера освобождают под опеку его жены и дочери, но он чувствует себя подавленным. Пол составляет план, и Уолтер начинает принимать свою новую ситуацию, в которой он отличается от самого себя прежнего. |                      |                     |                 |                                                            |                 |
| |                      |                     |                 |                                                            |                 |
| 78 | 35                   | «Джина — Неделя 7»  | Пэрис Барклай   | Сюжет: Асаф Циппор Сценарий: Марша Норман                  | май 25, 2009    |
| Напряженность между Джиной и Полом нарастает, но несколько рассеивается, когда Полу звонят и сообщают, что иск о халатности против него был отклонен судом. В конце концов, Пол заявляет, что хочет прекратить свои сеансы с Джиной, и когда он уходит, она закрывает перед ним дверь как в физическом, так и в метафорическом смысле. |                      |                     |                 |                                                            |                 |

### Сезон 3 (2010)
Третий сезон продолжает фокусироваться на жизни Пола Уэстона (Габриэль Бирн) и сложных жизнях его пациентов.
| Путеводитель по сериям 3 сезона | Путеводитель по сериям 3 сезона | Путеводитель по сериям 3 сезона | Путеводитель по сериям 3 сезона | Путеводитель по сериям 3 сезона | Путеводитель по сериям 3 сезона |
|                                 | Понедельник                     | Вторник                         | Среда                           | Пятница                         |                                 |
| Сунил                           | Фрэнсис                         | Джесси                          | Адель                           |                                 |                                 |
| ------------------------------- | ------------------------------- | ------------------------------- | ------------------------------- | ------------------------------- | ------------------------------- |
| Неделя 1                        | 1                               | 2                               | 3                               | 4                               |                                 |
| Неделя 2                        | 5                               | 6                               | 7                               | 8                               |                                 |
| Неделя 3                        | 9                               | 10                              | 11                              | 12                              |                                 |
| Неделя 4                        | 13                              | 14                              | 15                              | 16                              |                                 |
| Неделя 5                        | 17                              | 18                              | 19                              | 20                              |                                 |
| Неделя 6                        | 21                              | 22                              | 23                              | 24                              |                                 |
| Неделя 7                        | 26 (Вторник)                    | 25                              | 27                              | 28                              |                                 |

| Номер серии в сериале | Номер серии в сезоне | Название             | Режиссёр        | Сценарист                                            | Дата выхода     |
| --- | -------------------- | -------------------- | --------------- | ---------------------------------------------------- | --------------- |
| 79 | 1                    | «Сунил — Неделя 1»   | Пэрис Баркли    | Сюжет: Адам Рэпп и Джумпа Лахири Сценарий: Адам Рэпп | 25 октября 2010 |
| Сунил (Ирфан Кхан), вышедший на пенсию профессор математики из Бенгалии, вместе со своим сыном Аруном (Самрат Чакрабарти) и невесткой Джулией (Соня Уолджер) с неохотой посещает Пола, чтобы обсудить смерть жены Сунила шесть месяцев назад, его последующее переселение в США и недавние напряженные отношения, которые он испытывал, живя с семьёй сына. |                      |                      |                 |                                                      |                 |
| |                      |                      |                 |                                                      |                 |
| 80 | 2                    | «Фрэнсис — Неделя 1» | Пэрис Баркли    | Алисон Тэтлок                                        | 25 октября 2010 |
| Известная актриса театра и кино (Дебра Уингер), чью сестру лечил Пол 18 лет назад, начинает терапию, чтобы выяснить причины, по которым она «выключается» во время репетиций новой пьесы. |                      |                      |                 |                                                      |                 |
| |                      |                      |                 |                                                      |                 |
| 81 | 3                    | «Джесси — Неделя 1»  | Пэрис Баркли    | Сара Трим                                            | 26 октября 2010 |
| 16-летний гомосексуал (Дейн ДеХаан), который некоторое время посещал Пола после того, как его поймали на распространении рецептурных лекарств одноклассникам, рассказывает о своей тревожной «склонности к беспорядочным связям», неспокойной семейной жизни с приёмными родителями и недавнем тревожном голосовом сообщении.                               |                      |                      |                 |                                                      |                 |
| |                      |                      |                 |                                                      |                 |
| 82 | 4                    | «Адель — Неделя 1»   | Пэрис Баркли    | Аня Эпштейн и Дэн Футтерман                          | 26 октября 2010 |
| Чтобы получить новый рецепт снотворного, измученный Пол посещает молодого, серьёзного и умного терапевта (Эми Райан) и вынужден столкнуться со своими глубоко укоренившимися страхами о своём здоровье, разводе, пациентах и всепоглощающих отношениях с бывшим терапевтом Джиной Толл.                                                                     |                      |                      |                 |                                                      |                 |
| |                      |                      |                 |                                                      |                 |
| 83 | 5                    | «Сунил — Неделя 2»   | Али Селим       | Адам Рэпп                                            | 1 ноября 2010   |
| Сунил сталкивается со своей неспособностью выразить своё недовольство, вспоминая, как он и его жена впервые встретили свою будущую невестку в Калькутте. |                      |                      |                 |                                                      |                 |
| |                      |                      |                 |                                                      |                 |
| 84 | 6                    | «Фрэнсис — Неделя 2» | Джим Маккей     | Алисон Тэтлок                                        | 1 ноября 2010   |
| Фрэнсис изо всех сил пытается вспомнить, что отвлекает её во время репетиций, и она становится на защитную позицию, когда Пол мимоходом упоминает, что говорил с её сестрой о её болезни. Тем временем Пол посещает невролога, чтобы проверить его на болезнь Паркинсона.                                                                                   |                      |                      |                 |                                                      |                 |
| |                      |                      |                 |                                                      |                 |
| 85 | 7                    | «Джесси — Неделя 2»  | Джим Маккей     | Сара Трим                                            | 2 ноября 2010   |
| Джесси рассказывает о своём заявлении в престижную художественную программу в Школе дизайна Род-Айленда. |                      |                      |                 |                                                      |                 |
| |                      |                      |                 |                                                      |                 |
| 86 | 8                    | «Адель — Неделя 2»   | Пэрис Баркли    | Аня Эпштейн и Дэн Футтерман                          | 2 ноября 2010   |
| Пол обсуждает книгу Джины с Адель и высказывает своё недовольство по поводу особенно неприятного персонажа, который, как он уверен, основан на нём. Они исследуют, как его мечта и его возможная болезнь Паркинсона связаны между собой. |                      |                      |                 |                                                      |                 |
| |                      |                      |                 |                                                      |                 |
| 87 | 9                    | «Сунил — Неделя 3»   | Али Селим       | Адам Рэпп                                            | 8 ноября 2010   |
| Сунил заваривает чай, описывая свою первую годовщину свадьбы после смерти жены. |                      |                      |                 |                                                      |                 |
| |                      |                      |                 |                                                      |                 |
| 88 | 10                   | «Фрэнсис — Неделя 3» | Патриция Розема | Алисон Тэтлок                                        | 8 ноября 2010   |
| Фрэнсис вспоминает единственную попытку её сестры попробовать себя в актёрской игре в студенческой постановке и обсуждает красоту своей матери до и после её болезни. |                      |                      |                 |                                                      |                 |
| |                      |                      |                 |                                                      |                 |
| 89 | 11                   | «Джесси — Неделя 3»  | Кортни Хант     | Сара Трим                                            | 9 ноября 2010   |
| Джесси сопровождает его мать (Дендри Тейлор), но напряжение в их отношениях затрудняет любое обсуждение. |                      |                      |                 |                                                      |                 |
| |                      |                      |                 |                                                      |                 |
| 90 | 12                   | «Адель — Неделя 3»   | Джим Маккей     | Аня Эпштейн и Дэн Футтерман                          | 9 ноября 2010   |
| Утром после того, как он отвёз Макса на концерт Animal Collective, Пол жалуется на головную боль и впадает в уныние, рассказывая о том, что его сын нашёл на его компьютере. |                      |                      |                 |                                                      |                 |
| |                      |                      |                 |                                                      |                 |
| 91 | 13                   | «Сунил — Неделя 4»   | Пэрис Баркли    | Адам Рэпп                                            | 15 ноября 2010  |
| Сунила беспокоят параллели между браком Аруна и Джулии и романом из его молодости. |                      |                      |                 |                                                      |                 |
| |                      |                      |                 |                                                      |                 |
| 92 | 14                   | «Фрэнсис — Неделя 4» | Али Селим       | Алисон Тэтлок                                        | 15 ноября 2010  |
| Болезненные семейные воспоминания подрывают самооценку Фрэнсис. |                      |                      |                 |                                                      |                 |
| |                      |                      |                 |                                                      |                 |
| 93 | 15                   | «Джесси — Неделя 4»  | Джим Маккей     | Сара Трим                                            | 16 ноября 2010  |
| Пол помогает Джесси увидеть новый путь к встрече со своими биологическими родителями. |                      |                      |                 |                                                      |                 |
| |                      |                      |                 |                                                      |                 |
| 94 | 16                   | «Адель — Неделя 4»   | Пэрис Баркли    | Аня Эпштейн и Дэн Футтерман                          | 16 ноября 2010  |
| Адель пытается заставить Пола поговорить о его отсутствии страсти. |                      |                      |                 |                                                      |                 |
| |                      |                      |                 |                                                      |                 |
| 95 | 17                   | «Сунил — Неделя 5»   | Али Селим       | Адам Рэпп                                            | 22 ноября 2010  |
| Подозрения Сунила о романе Джулии продолжают расти. |                      |                      |                 |                                                      |                 |
| |                      |                      |                 |                                                      |                 |
| 96 | 18                   | «Фрэнсис — Неделя 5» | Джим Маккей     | Алисон Тэтлок                                        | 22 ноября 2010  |
| Фрэнсис обсуждает с Полом результаты теста на рак молочной железы. |                      |                      |                 |                                                      |                 |
| |                      |                      |                 |                                                      |                 |
| 97 | 19                   | «Джесси — Неделя 5»  | Пэрис Баркли    | Сара Трим                                            | 23 ноября 2010  |
| Джесси неожиданно появляется накануне своего сеанса. |                      |                      |                 |                                                      |                 |
| |                      |                      |                 |                                                      |                 |
| 98 | 20                   | «Адель — Неделя 5»   | Кортни Хант     | Аня Эпштейн и Дэн Футтерман                          | 23 ноября 2010  |
| Адель пытается заставить Пола признать его озабоченность сложными отношениями. |                      |                      |                 |                                                      |                 |
| |                      |                      |                 |                                                      |                 |
| 99 | 21                   | «Сунил — Неделя 6»   | Пэрис Баркли    | Адам Рэпп                                            | 29 ноября 2010  |
| Пола тревожит непредсказуемое поведение Сунила дома. |                      |                      |                 |                                                      |                 |
| |                      |                      |                 |                                                      |                 |
| 100 | 22                   | «Фрэнсис — Неделя 6» | Али Селим       | Алисон Тэтлок                                        | 29 ноября 2010  |
| Фрэнсис ищет поддержки у Пола, поскольку состояние здоровья её сестры ухудшается. |                      |                      |                 |                                                      |                 |
| |                      |                      |                 |                                                      |                 |
| 101 | 23                   | «Джесси — Неделя 6»  | Джим Маккей     | Сара Трим                                            | 30 ноября 2010  |
| Джесси не обращает внимания на оптимизм Пола по поводу того, что его родители не бросят его, когда он больше всего нуждается в них. |                      |                      |                 |                                                      |                 |
| |                      |                      |                 |                                                      |                 |
| 102 | 24                   | «Адель — Неделя 6»   | Пэрис Баркли    | Аня Эпштейн и Дэн Футтерман                          | 30 ноября 2010  |
| Адель считает хроническую нерешительность Пола источником его недовольства. |                      |                      |                 |                                                      |                 |
| |                      |                      |                 |                                                      |                 |
| 103 | 25                   | «Фрэнсис — Неделя 7» | Али Селим       | Алисон Тэтлок                                        | 6 декабря 2010  |
| Фрэнсис борется с перспективой потери своей сестры Триши. |                      |                      |                 |                                                      |                 |
| |                      |                      |                 |                                                      |                 |
| 104 | 26                   | «Сунил — Неделя 7»   | Пэрис Баркли    | Адам Рэпп                                            | 6 декабря 2010  |
| Пола шокирует откровение, касающееся терапии Сунила. |                      |                      |                 |                                                      |                 |
| |                      |                      |                 |                                                      |                 |
| 105 | 27                   | «Джесси — Неделя 7»  | Джим Маккей     | Сара Трим                                            | 7 декабря 2010  |
| Пол пытается заставить Джесси рассказать о недавнем проступке и его отношениях с отцом Роберто. |                      |                      |                 |                                                      |                 |
| |                      |                      |                 |                                                      |                 |
| 106 | 28                   | «Адель — Неделя 7»   | Пэрис Баркли    | Аня Эпштейн и Дэн Футтерман                          | 7 декабря 2010  |
| Виня Адель в своих недавних неудачах с пациентами, Пол размышляет о будущем своей терапии и своей практики. |                      |                      |                 |                                                      |                 |
| |                      |                      |                 |                                                      |                 |

### Сезон 4 (2021)
Четвёртый сезон (2021) стал своеобразным перезапуском: вместо Пола главным персонажем стала доктор Брук Тейлор (ее сыграла Узо Адуба), и действие разворачивается в Лос-Анджелесе в условиях пандемии COVID-19 (удалённые сессии через Zoom). Темы — расизм, классовое неравенство, травмы прошлого и личные кризисы.
| Путеводитель по сериям 4 сезона | Путеводитель по сериям 4 сезона | Путеводитель по сериям 4 сезона | Путеводитель по сериям 4 сезона | Путеводитель по сериям 4 сезона | Путеводитель по сериям 4 сезона |
|                                 | Понедельник                     | Вторник                         | Среда                           | Четверг                         |                                 |
| Эладио                          | Колин                           | Лейла                           | Брук                            |                                 |                                 |
| ------------------------------- | ------------------------------- | ------------------------------- | ------------------------------- | ------------------------------- | ------------------------------- |
| Неделя 1                        | 1                               | 2                               | 3                               | 4                               |                                 |
| Неделя 2                        | 5                               | 6                               | 7                               | 8                               |                                 |
| Неделя 3                        | 9                               | 10                              | 11                              | 12                              |                                 |
| Неделя 4                        | 13                              | 14                              | 15                              | 16                              |                                 |
| Неделя 5                        | 17                              | 18                              | 19                              | 20                              |                                 |
| Неделя 6                        | 21                              | 22                              | 23                              | 24                              |                                 |

| Номер серии в сериале | Номер серии в сезоне | Название            | Режиссёр        | Сценарист                     | Дата выхода  |
| --- | -------------------- | ------------------- | --------------- | ----------------------------- | ------------ |
| 107 | 1                    | «Эладио — Неделя 1» | Мишель Макларен | Крис Габо                     | 23 мая 2021  |
| Эладио Рестрепо — ночной сиделка для богатой семьи, обращается к Брук. Брук знакомится с Эладио, который жалуется на бессонницу и эмоциональную нестабильность. Он идеализирует свою работу и «семью» работодателей, но Брук замечает признаки глубокого стресса и размытых границ.    |                      |                     |                 |                               |              |
| |                      |                     |                 |                               |              |
| 108 | 2                    | «Колин — Неделя 1»  | Мишель Макларен | Зак Уэдон                     | 23 мая 2021  |
| Колин — недавно освобождённый из тюрьмы за финансовые преступления, пытается адаптироваться к жизни на свободе и справиться с чувством отчуждения. Он пытается очаровать терапевта, но за его маской уверенности скрывается страх и гнев. Брук отмечает его склонность к манипуляциям. |                      |                     |                 |                               |              |
| |                      |                     |                 |                               |              |
| 109 | 3                    | «Лейла — Неделя 1»  | Мишель Макларен | Джеки Сиблис Дрюри            | 24 мая 2021  |
| Лейла, подросток, испытывающая трудности с самоидентификацией и отношениями с семьёй, обсуждает с Брук свои переживания. Лайла демонстрирует враждебность, но за этим стоит неуверенность в будущем.                                                                                   |                      |                     |                 |                               |              |
| |                      |                     |                 |                               |              |
| 110 | 4                    | «Брук — Неделя 1»   | Мишель Макларен | Джошуа Аллен                  | 24 мая 2021  |
| Брук сталкивается с личными проблемами, включая возвращение бывшего партнёра и собственные сомнения в профессиональной деятельности. |                      |                     |                 |                               |              |
| |                      |                     |                 |                               |              |
| 111 | 5                    | «Эладио — Неделя 2» | Джулиан Фарино  | Крис Габо                     | 30 мая 2021  |
| Эладио углубляется в обсуждение своих отношений с работодателями и чувства привязанности к их семье. Эладио сопротивляется признанию эмоциональной зависимости от работодателей. Брук помогает ему увидеть, что он проецирует на них детские потребности в привязанности.              |                      |                     |                 |                               |              |
| |                      |                     |                 |                               |              |
| 112 | 6                    | «Колин — Неделя 2»  | Джулиан Фарино  | Зак Уэдон                     | 30 мая 2021  |
| Колин выражает недовольство условиями своего условно-досрочного освобождения и делится планами на будущее. ОН отрицает вину за свои поступки и пытается убедить Брук в своей «жертве обстоятельств». Она подмечает его нарциссические черты и избегание ответственности.               |                      |                     |                 |                               |              |
| |                      |                     |                 |                               |              |
| 113 | 7                    | «Лейла — Неделя 2»  | Джулиан Фарино  | Джеки Сиблис Дрюри            | 31 мая 2021  |
| Лейла рассказывает о давлении со стороны бабушки, которая отвергает её сексуальную ориентацию. Она проявляет пассивную агрессию, испытывая границы Брук. |                      |                     |                 |                               |              |
| |                      |                     |                 |                               |              |
| 114 | 8                    | «Брук — Неделя 2»   | Джулиан Фарино  | Джошуа Аллен                  | 31 мая 2021  |
| Брук обсуждает свои сомнения в профессиональной компетентности и влияние её личной истории на терапию. |                      |                     |                 |                               |              |
| 115 | 9                    | «Эладио — Неделя 3» | Ута Бризевиц    | Крис Габо                     | 6 июня 2021  |
| У Эладиео проявляются симптомы биполярного расстройства: перепады настроения, бессонница, чувство грандиозности. Брук начинает подозревать, что у него серьезное психическое заболевание.                                                                                              |                      |                     |                 |                               |              |
| |                      |                     |                 |                               |              |
| 116 | 10                   | «Колин — Неделя 3»  | Ута Бризевиц    | Зак Уэдон                     | 6 июня 2021  |
| Колин яростно реагирует на любые попытки Брук заставить его взять ответственность за свою жизнь. Он злится, обвиняет её в предвзятости, но в его словах чувствуется страх быть отвергнутым.                                                                                            |                      |                     |                 |                               |              |
| |                      |                     |                 |                               |              |
| 117 | 11                   | «Лейла — Неделя 3»  | Ута Бризевиц    | Джеки Сиблис Дрюри            | 7 июня 2021  |
| Лейла начинает доверять Брук и рассказывает о травме, связанной с матерью. Она признаёт, что её агрессивное поведение — это защита от боли. |                      |                     |                 |                               |              |
| |                      |                     |                 |                               |              |
| 118 | 12                   | «Брук — Неделя 3»   | Ута Бризевиц    | Джошуа Аллен                  | 7 июня 2021  |
| Брук рефлексирует над своим детством, осознавая, как её отношения с отцом повлияли на её склонность к контролю. |                      |                     |                 |                               |              |
| 119 | 13                   | «Эладио — Неделя 4» | Яница Браво     | Крис Габо                     | 13 июня 2021 |
| Эладио впервые признаёт свою психическую нестабильность. Брук объясняет ему необходимость медикаментозного лечения, но он боится психиатрического диагноза. |                      |                     |                 |                               |              |
| |                      |                     |                 |                               |              |
| 120 | 14                   | «Колин — Неделя 4»  | Яница Браво     | Зак Уэдон                     | 13 июня 2021 |
| Колин теряет над собой контроль, когда осознаёт, что манипуляции не работают. Он злится, затем впадает в депрессию, намекая на суицидальные мысли. |                      |                     |                 |                               |              |
| |                      |                     |                 |                               |              |
| 121 | 15                   | «Лейла — Неделя 4»  | Яница Браво     | Джеки Сиблис Дрюри            | 14 июня 2021 |
| Лейла принимает решение дистанцироваться от токсичной семьи и исследовать свою идентичность без страха осуждения. |                      |                     |                 |                               |              |
| |                      |                     |                 |                               |              |
| 122 | 16                   | «Брук — Неделя 4»   | Яница Браво     | Дженнифер Шуур                | 14 июня 2021 |
| Брук осознаёт, что её личные травмы мешают ей быть достаточно объективной с пациентами. |                      |                     |                 |                               |              |
| |                      |                     |                 |                               |              |
| 123 | 17                   | «Эладио — Неделя 5» | Карин Кусама    | Крис Габо                     | 20 июня 2021 |
| Эладио соглашается обратиться к психиатру, но боится «потерять себя» из-за диагноза. Брук помогает ему увидеть, что лечение не лишит его личности. |                      |                     |                 |                               |              |
| 124 | 18                   | «Колин — Неделя 5»  | Карин Кусама    | Зак Уэдон                     | 20 июня 2021 |
| Колин демонстрирует признаки раскаяния, но Брук остаётся осторожной. Он пытается вызвать у неё сочувствие, но она видит в этом старый паттерн манипуляций. |                      |                     |                 |                               |              |
| |                      |                     |                 |                               |              |
| 125 | 19                   | «Лейла — Неделя 5»  | Карин Кусама    | Джеки Сиблис Дрюри            | 21 июня 2021 |
| Лейла делает первые шаги к самостоятельной жизни, но испытывает тревогу перед будущим. Брук поддерживает её в принятии этой тревоги. |                      |                     |                 |                               |              |
| |                      |                     |                 |                               |              |
| 126 | 20                   | «Брук — Неделя 5»   | Карин Кусама    | Дженнифер Шуур                | 21 июня 2021 |
| Брук понимает, что её страх одиночества влияет на жизнь, и делает шаг навстречу внутреннему равновесию. |                      |                     |                 |                               |              |
| |                      |                     |                 |                               |              |
| 127 | 21                   | «Эладио — Неделя 6» | Джессика Ю      | Крис Габо                     | 27 июня 2021 |
| Эладио благодарит Брук за помощь, но решает завершить терапию, надеясь, что справится сам. Она напоминает, что он всегда может вернуться. |                      |                     |                 |                               |              |
| |                      |                     |                 |                               |              |
| 128 | 22                   | «Колин — Неделя 6»  | Джессика Ю      | Зак Уэдон                     | 27 июня 2021 |
| Колин уходит с неопределённым будущим. Он не изменился полностью, но терапия дала ему шанс на осознание своих моделей поведения. |                      |                     |                 |                               |              |
| |                      |                     |                 |                               |              |
| 129 | 23                   | «Лейла — Неделя 6»  | Джессика Ю      | Джеки Сиблис Дрюри            | 28 июня 2021 |
| Лейла впервые чувствует уверенность в себе. Она прощается с Брук, но обещает продолжать работать над собой. |                      |                     |                 |                               |              |
| |                      |                     |                 |                               |              |
| 130 | 24                   | «Брук — Неделя 6»   | Джессика Ю      | Дженнифер Шуур и Джошуа Аллен | 28 июня 2021 |
| Брук осознаёт, что ей самой нужна помощь, и делает важный шаг к переменам — как в карьере, так и в личной жизни. |                      |                     |                 |                               |              |
| |                      |                     |                 |                               |              |